# Crantore (mitologia)
Nella mitologia greca,  Crantore   era il nome di un Lapite, schiavo fedele e scudiero di Peleo.

## Il mito
Dopo essere stato sconfitto da Peleo, Amintore gli diede Crantore come schiavo e ne fece suo scudiero. Gli fu fedele sino alla famosa Centauromachia, ovvero la battaglia dei Lapiti contro i Centauri, durante la quale uno dei mostri, tale Demoleonte, lanciò contro Teseo un albero dopo averlo sradicato, ma questi riuscì a scansarsi in tempo: l'albero colpì invece Crantore, che ne rimase ucciso.
L'asteroide centauro 83982 Crantor è intitolato a suo nome.

### Fonti
- Ovidio, Metamorfosi XII, 361-377

### Moderna
- Pierre Grimal, Enciclopedia della mitologia 2ª edizione, Brescia, Garzanti, 2005, ISBN 88-11-50482-1. Traduzione di Pier Antonio Borgheggiani
- Luisa Biondetti, Dizionario di mitologia classica, Milano, Baldini&Castoldi, 1997, ISBN 978-88-8089-300-4.